# Digitální televize

Rozšíření standardů digitálního pozemního televizního vysílání

Digitální televize (DTV) je technologie přenosu lineárního televizního vysílání stále tradičními prostředky (plošné vysílání pomocí rádiových vln, šíření kabelovými rozvody nebo družicové vysílání), ale v podobě digitální dat metodami vyvinutými pro digitální video. Digitální televize umožňuje zavádění nových vlastností a funkcí, které jsou obtížně realizovatelné nebo mimo možnosti televize přenášené analogovým signálem (analogová televize umožňovala přenos více nezávislých zvukových stop, titulků a podobně, ale již teletext je digitální službou v analogové televizi). Digitální televize také může sloužit jako výchozí bod pro poskytování internetových služeb (HbbTV). Digitální televize by nebyla myslitelná bez obrovského pokroku v komprimaci videa a audia a pokroku ve zpracování signálu. Výsledkem je nejen zavádění nových služeb, ale i zkvalitnění obrazu a zvuku, navýšení kapacity a zároveň uvolnění části kmitočtů používaných pro televizní vysílání (tzv. digitální dividenda).

## Standardy
V různých regionech se používají různé skupiny standardů pro vysílání digitální televize:
- Digital Video Broadcasting (DVB)
- Advanced Television Systems Committee (ATSC)
- Integrated Services Digital Broadcasting (ISDB)
- Digital Terrestrial Multimedia Broadcasting (DTMB)
- Digital Multimedia Broadcasting (DMB)